# Achroblatta luteola
Achroblatta luteola  (лат.) — насекомое из семейства Blaberidae отряда тараканообразных. Вид выделяется в монотипный род Achroblatta.

## Описание
Общая длина самок около 24,5 мм, самцов 18,5 мм, длина тела соответственно 19,0 и 13,5 мм. Большая часть головы темная, усики темные с кремовыми средними сегментами. Переднеспинка блестящая. Окраска сверху желтовато-кремовая со светло-коричневым, брюшная сторона соломенно-желтая.

## Ареал
Ареал охватывает Южную и Центральную Америку от юга Мексики до Французской Гвианы, Бразилии и Боливии.